# 田口萌
田口 萌（たぐち もゆ、1965年7月31日 - ）は、日本の女優。静岡県島田市出身。北区つかこうへい劇団井上ひさし戯曲作法塾第3期生。「劇団 球」主宰。既婚。

## 人物
静岡県立金谷高等学校卒業。代表作に『仮面ライダーBLACK』のヒロイン紀田克美役、2007年3月に銀座小劇場で上演された『cocktail〜カクテル〜』（脚本：田口萌、客演：好井ひとみ）など。
デビュー当初はスカイコーポレーションに所属、当時は「田口あゆみ」と名乗っていたが、一部の特撮ファンからAV女優の「田口あゆみ」と同一人物であると思われたことがきっかけで、芸名を「田口萌」に改名している。東映ヒーローネット記事においても、改名について他の女優に同姓同名がいたためとしている。
『仮面ライダーBLACK』の助監督だった田﨑竜太とは撮影が終わった後も個人的に親交がある。
2007年から3年間作・演出でプロデュース参加してきた演劇集団「ことのはかんぱにぃ」を2011年2月より「劇団 球（きゅう）」と改め、活動を開始する。
2013年、総合演劇雑誌テアトロ（カモミール社）「第24回テアトロ新人戯曲賞」佳作受賞（『My Home=home ground（マイホームグラウンド）』）。

## 出演

### テレビドラマ
- 仮面ライダーBLACK（1987年、TBS） - 紀田克美 役
- 美少女仮面ポワトリン（1990年、フジテレビ） - かぐや姫 役
- 特救指令ソルブレイン 第24話（1991年6月30日、テレビ朝日） - 夏木圭子 役
- 東京エレベーターガール（1992年、TBS） - 先輩エレガー 役
- 逃亡者（1992年、フジテレビ） - リポーター 役
- ストレートニュース 第4話（2000年11月1日、日本テレビ） - キャスター 役
- 涙をふいて（2000年、フジテレビ）
- 最後の家族（2001年、テレビ朝日） - 看護婦 役
- マイリトルシェフ 第9話（2002年9月4日、TBS） - 主婦客 役
- 顔（2003年、フジテレビ） - 回想 母 役
- 第一級殺人弁護2（2003年6月28日、テレビ朝日） - 八重樫文子 役
- 天花（2004年、NHK総合） - 保護者 役
- 愛情イッポン!（2004年、日本テレビ）
- ブラザー☆ビート（2005年、TBS） - 百貨店店員 役
- 梅ちゃん先生（2012年、NHK総合） - 農家の主婦 役
- 渡る世間は鬼ばかり（TBS） - 主婦 役
- 明治開化 新十郎探偵帖第3回（NHKBSﾌﾟﾚﾐｱﾑ時代劇） - 新十郎の母 役
- 特捜9 season5 第11話（2022年6月15日、テレビ朝日） - 長谷川多津子 役

### テレビ
- 房総さわやかマップ（千葉テレビ） - メインパーソナリティ
- PRE☆STAGE「ナイス街四方八方物語」（テレビ朝日） - メインリポーター
- 悠々!お昼です（1990年 - 1991年、TBS） - コーナーリポーター
- ウィークエンド情報かながわ（テレビ神奈川） - コーナーリポーター
- 地球アクセス「カナダ スキー編1・2」（テレビ東京） - メインリポーター

### 映画
- 仮面ライダーBLACK 鬼ヶ島へ急行せよ（1988年3月12日、東映） - 紀田克美 役
- 仮面ライダーBLACK 恐怖!悪魔峠の怪人館（1988年7月9日、東映） - 紀田克美 役
- ラブレター 蒼恋歌（2006年11月25日、日本出版販売） - 由衣の母 役

### 舞台
- 雨に咲く花…〜忘れ去られる物たち〜（2009年10月29日 - 11月3日、ザムザ阿佐ヶ谷）
- COREDO演劇フェスティバル2010「楽屋」（2010年8月12日・13日、COREDO THEATER）
- 第10回JAEプロデュース公演「残侠（ざんきょう）」（2010年10月26日 - 31日、新宿SPACE107）
- 第13回JAEプロデュース公演「Family Ties」（2015年4月3日 - 12日、ワーサルシアター八幡山）
- ALL GREENプロデュース公演「同じ空を見ている」（2019年12月　中野BONBON）
- ALL GREENプロデュース公演「冥途喫茶」（2020年10月　シアターグリーンBIGTREE）
- 仁支川峰子　悪い女シリーズ第五弾「悪い女は嘘をつく　北陸・湯の牧温泉編」(2021年4月15-19日　築地本願寺ブディストホール）

### イベント
- JAE NAKED LIVE「がんばろう 日本!」（2011年）

## 舞台（執筆・演出）
- 「TRUE VOICE〜あなたに届けたいこの気持ち〜」（2006年） - 内幸町ホール／演出 加藤治
- 「cocktail〜カクテル〜」（2007年） - 銀座小劇場／演出 加藤治
- チェーホフ新釈「三人姉妹〜世界終末章　夢幻〜」（2007年） - 新宿村ライブST
- 「Piggyback Ride」 2008年5月16日(金)〜18日(日) -　銀座小劇場
- 「青い空と青い海と、それから。」2009年3月20日(金・祝)〜22日(日) -　千本桜ホール
- 「Piggyback Ride 2009」 2009年10月2日(金)〜4日(日) -　ウッディシアター中目黒
- 「My Home=home ground(マイホームグラウンド)」 2010年5月21日〜23日-シアター風姿花伝
- 「星屑たちのfootage(フッテージ)」2010年11月26日(金)〜28日(日) - 高田馬場ラビネスト／演出 田﨑竜太
- 「My Home=home ground 2011」 2011年5月13日〜15日-ウッディシアター中目黒(劇団 球)
- 「イノチガケ。」「青い空と青い海とそれから。」2011年8月21日(日)-目黒区民センター
- 「星屑たちのfootage take2」2011年12月8日(木)〜11日(日)-ウッディシアター中目黒／演出 田﨑竜太
- 「STARRY GATE」2012年6月1日(金)〜3日(日)-ザムザ阿佐谷
- 「神風〜KAMIKAZE〜」2012年8月19日(日)-下目黒住区センター
- 「だってだから、愛だってば」2012年11月30日(金)〜12月2日(日)-ウッディシアター中目黒
- 「2013決定版・青い空と青い海と、それから。」2013年4月4日(木)〜4月7日(日)-ウッディシアター中目黒
- 「ReBirth」「花蟷螂」「神風〜KAMIKAZE〜」2013年8月3日(日)-緑が丘文化会館別館
- 「氷雪歌言伝・アイスモンスター」2013年12月13日(金)〜15日(日)-ウッディシアター中目黒
- 劇団銅鑼No.46「チャージ」2014年5月9日(金)〜5月11日(日)-板橋区立成増アクトホール／演出 西川信廣
- 「My Home=home ground(マイホームグラウンド)」 2014年6月10日〜15日-シアター風姿花伝
- 「ReBirth」「An escape」「神風〜KAMIKAZE〜」2014年8月2日(土)〜3日(日)-緑が丘文化会館別館
- 劇団 球遠征第1球　石巻公演「ReBirth」2014年8月23日(土)〜24日(日)-石ノ森萬画館
- 「STARRY GATE」2014年12月5日(金)〜7日(日)-ウッディシアター中目黒
- 「パワフル！power-full」2015年6月4日(木)〜7日(日)-ウッディシアター中目黒
- 「ReBirth」『戦後70年改稿版　神風～KAMIKAZE～』2015年8月-緑が丘文化会館本館
- 劇団 球遠征第2球　石巻公演「ReBirth」2015年8月-石ノ森萬画館
- 『SCENE01(ゼロワン)-星屑たちのfootage 1967-』2015年12月-ウッディシアター中目黒
- 『球版　大安吉日。』2016年5月-ワーサルシアター八幡山劇場
- 「ReBirth」『ガス燈』2016年8月-緑が丘文化会館別館
- 劇団 球遠征第3球　石巻公演「ReBirth」「ガス燈」2016年8月-石ノ森萬画館

## 朗読台本
- 横濱夢語りvol.25「なぜ、鷗外は横浜市歌を作ったのか!?」（横浜市開港記念会館）
- ミックモック-地球をひっくり返したコドモ大統領（2013年5月25日・26日、DDD青山クロスシアター、原作：加納眞士）